# 세계 보존 구역 위원회
세계 보존 구역 위원회(World Commission on Protected Areas, WCPA)는 국제 자연 보전 연맹의 6개의 위원회 중 하나이다.

## 역사
1948년 IUCN은 국립 공원 위원회를 설립했다. 20년 후 IUCN은 국제 사회로부터 자연 보호에 관한 세계의 지식을 공유하는 네트워크로서의 역할을 유지하면서 국립공원의 세계 목록을 준비하는 책임을 지고, 1960년에 IUCN은 국립공원위원회(National Parks Commission)의 설립과 함께 영구위원회의 위원회이다. 1996년 세계 보호 지역위원회는 IUCN 회의의 승인을 받아 현재의 명칭을 채택했다.

## 조직 구조
WCPA는 자원 봉사자 네트워크이다. 사무국 지원은 보호 지역 IUCN 프로그램의 스탭에 의해 제공되며, WCPA는 공동 전략 계획과 작업 계획을 구현한다. 위원회에는 운영위원회가 있으며 의장은 IUCN 세계 보전 총회에서 4년마다 선출된다. 세계 보전 총회는 2019년 6월 11일부터 19 일까지 프랑스 마르세이유에서 개최된다.
WCPA 운영위원회는 WCPA의 주요 관리 기관이다. 운영위원회는 WCPA 의장이 임명하고 IUCN위원회의 승인을 받는다. 운영위원회는 의장, 부의장, 지역 부의장 및 주제별 부의장으로 구성된다. WCPA 운영위원회 회의는 1년에 한 번 개최되며 IUCN GPAP(Global Protected Areas Program) 및 WCPA 활동에 대한 보고, 중요 행사와 이니셔티브에 대한 토론과 결정, GPAP 회기 프로그램 검토, WCPA 지침과 다음 해의 우선 순위에 대한 토론 및 결정을 포함한다.

지역 부의장에는 다음을 포함하여 13개의 지역을 담당하는 의장이 포함된다.
- 동부와 남부 아프리카
- 북아프리카, 서아시아 및 중동
- 서부와 중앙아프리카
- 카리브해 및 중앙아메리카
- 북아메리카
- 남아메리카
- 동아시아
- 남아시아
- 동남아시아
- 유럽
- 북유라시아
- 오세아니아[4]

주제별 부의장에는 다음과 같은 사람들이 포함된다.
- 용량 개발
- 통치
- 해양
- 자연 솔루션
- 사람과 공원
- 과학과 생물다양성
- 과학 및 관리
- 젊은 전문가
- 세계 유산

운영위원회에는 다음과 같은 두 가지 간행물이 있다.
- 출판물 편집자
- 파크 편집자

WCPA 집행위원회는 운영위원회 회의 사이에서 결정을 내리는 WCPA의 주요 관리 기관이다. WCPA 의장, WCPA 부의장, 지역 및 주제별 부의장, IUCN 세계 보호 구역 프로그램소장 및 의장의 요청에 따라 채택된 다른 사람들로 구성된다.

## 같이 보기
- 국제자연보전연맹
- IUCN 보호지역 카테고리

## 외불 링크
- 세계 보존 구역 위원회